# NPO Radio 5
NPO Radio 5 is een Nederlandse radiozender van de Nederlandse Publieke Omroep (NPO) met een mix van muziek uit de jaren 60, 70 en 80, nieuwe muziek, evergreens, informatie en service.

## Hilversum 5
Hilversum 5 ging op 3 oktober 1983 van start als zender voor speciale doelgroepen en minderheden. Er werd gebruikgemaakt van de middengolffrequentie van Hilversum 1. Tussen 1983 en 1985 zond Hilversum 5 een paar uur per dag op onregelmatige tijden op deze frequentie uit. Op de overige uren, wanneer Hilversum 5 niet uitzond, werd Hilversum 1 doorgegeven. Op 1 december 1985 werd het station hernoemd naar Radio 5.

## Radio 747
Op 1 april 2001 werd die frequentie ingewisseld voor 747 kHz en tegelijkertijd werd ook de naam gewijzigd in 747 AM. De zender heeft onder deze naam nooit veel luisteraars getrokken. Naast het feit dat Radio 747 geen FM-frequentie had, was een belangrijke oorzaak daarvan waarschijnlijk de zeer verschillende programma's die op zeer uiteenlopende kleine doelgroepen gericht waren. In een paar uur tijd waren er bijvoorbeeld achtereenvolgens een programma over Griekse muziek, een programma over wetenschap, een magazine voor homo- en biseksuelen (NPS Het Roze Rijk), een kwartiertje voorlichting van Postbus 51, een programma in het Moluks en een uitzending van de Evangelische Omroep te beluisteren.
Eind 2005 is de zender hernoemd naar Radio 747 en op 4 september 2006 weer in Radio 5.
Sinds 1 september 2015 middernacht is NPO Radio 5 niet meer te beluisteren via 747 kHz en 1251 kHz. Sindsdien is de zender alleen nog te beluisteren via de kabel, DVB-T, DAB+, satelliet, en internet. Deze omvorming viel samen met de ingrijpende herindeling van de publieke radio- en televisiezenders zoals deze vanaf 4 september 2006 van kracht werd. De aanleiding voor deze verandering was de opdracht van het kabinet-Rutte II om te bezuinigen, waarbij met deze verandering 1,2 miljoen euro werd bespaard.
Sinds 1 januari 2016 is de programmering van de muziek opgeschoven naar muziek uit de jaren 60, 70 en 80. Naast evergreens komen ook nieuwe releases van pop-iconen aan bod. Sindsdien is het woord 'Nostalgia' uit de naam van NPO Radio 5 verdwenen.

## Programmering
NPO Radio 5 richt zich op 55 plussers in Nederland. Per 1 januari 2016 zenden voornamelijk Omroep MAX, EO, AVROTROS en KRO-NCRV uit op Radio 5. 's Nachts is er non stop muziek te horen. Sinds 2 januari 2021 zendt ook BNNVARA uit op NPO Radio 5. NPO Sterren NL is het digitale themakanaal van NPO Radio 5.

### (Afgelopen) themaweken en speciale uitzendingen
- De Week van de Jaren 60, 70 & 80, Evergreen Toplijst van de Nederlandstalige Muziek
- Bestemming NPO Radio 5 (met het NPO Radio 5 Vakantieconcert)
- Uitreiking NPO Radio 5 Evergreen (voorheen Oeuvre) Award
- Alpe d'HuZes
- Veteranendag, NL Doet, Ontdekdezorg Week, De Week van Lezen & Schrijven, de Week tegen Eenzaamheid.
- De NPO Radio 5 Evergreen Top 1000

### Programma's op NPO Radio 5

#### Programma's doordeweeks
- Arbeidsvitaminen (AVROTROS)
- BertOp5 (KRO-NCRV)
- De Avondstart (Omroep MAX)
- Goeiedag Haandrikman! (Omroep MAX)
- Lunch Lekker met Daniel Dekker (Omroep MAX)
- Muzieknacht (KRO-NCRV)
- Open Huis (EO)
- Magical Mystery Tour (KRO-NCRV)
- De Avond van 5 (EO)
- De Weekendborrel (AVROTROS)

#### Programma's in het weekend
- Adres Onbekend (KRO-NCRV)
- Andermans Veren (AVROTROS)
- De Muzikale Fruitmand (EO)
- De Sandwich (AVROTROS)
- FM op 5 (BNNVARA)
- Theater van het Sentiment (KRO-NCRV)
- Angela (Omroep MAX)
- Wekker-Wakker-Weekend! (Omroep MAX)
- Volgspot (KRO-NCRV)
- Groot Nieuws (EO)